# Gromada Bieniów
Gromada Bieniów war eine Verwaltungseinheit in der Volksrepublik Polen zwischen 1954 und 1972. Verwaltet wurde die Gromada vom Gromadzka Rada Narodowa, dessen Sitz sich in Bieniów befand und aus 14 Mitgliedern bestand.

Die Gromada Bieniów gehörte zum Powiat Żarski in der Woiwodschaft Zielona Góra und bestand aus den ehemaligen Gromada Bieniów der aufgelösten Gmina Kadłubia und Biedrzychowice Dolne, Dąbrowiec und Włostów aus der aufgelösten Gmina Zabłocie. Die Gromada wurde mit der Gebietsreform Ende 1972 aufgelöst.